# 格頓 (北卡羅萊納州)
格頓（英語：Gerton）是位於美國北卡羅萊納州亨德森縣的普查規定居民點。

## 人口
根據2020年美國人口普查的數據，格頓的面積為9.63平方千米，皆為陸地。當地共有人口290人，而人口密度為每平方千米30.11人。